# Paraplesiops sinclairi
Paraplesiops sinclairi és una espècie de peix de la família Plesiopidae i de l'ordre dels perciformes.

## Morfologia
Els mascles poden assolir els 22 cm de longitud total.

## Distribució geogràfica
Es troba al sud-oest d'Austràlia.